# Hilara verticalis
Hilara verticalis är en tvåvingeart som beskrevs av Collin 1933. Hilara verticalis ingår i släktet Hilara och familjen dansflugor. Inga underarter finns listade i Catalogue of Life.